# D'Lo
D'Lo est une ville américaine située dans le comté de Simpson, dans le Mississippi. Selon le recensement de 2020, sa population est de 373 habitants.